# Park Ha-sun
Park Ha-sun, née le 22 octobre 1987 à Séoul, est une actrice sud-coréenne.
Elle s'est mariée avec Ryu Soo-young (en) lors d'une cérémonie privée à l'hôtel Mayfield à Séoul le 22 janvier 2017.
Ils ont accueilli leur premier enfant, une fille, le 2 août 2017.

## Filmographie sélective

### Cinéma
- 2006 : Jung-hong dans APT de Ahn Byeong-ki
- 2017 : Moon Ha-young dans Midnight Runners de Jason Kim